# Tomáš Hajíček
Tomáš Hajíček (* 8. března 1967 Česká Lípa) je český zpěvák a jediný původní člen skupiny Krucipüsk.
Na prknech Divadla Ta Fantastika ztvárnil vedlejší roli žebráka v muzikálu Obraz Doriana Graye. V roce 2010 si zahrál roli učitele Horáka ve filmu Bastardi, na němž se podílel i jako spoluautor hudby. V roce 2014 spolupracoval i na filmu Burácení režiséra Adolfa Ziky, připravovaném k uvedení do kin na podzim téhož roku.

## Diskografie
Zpívá v části písně Hledáme zpěváka z alba Našim klientům skupiny Wohnout.

### Sólová
- 2010 – Kocour v troubě

### Host
- 1999 – Mám obě ruce levý se skupinou Kabát (hudební skupina)

### Hubert Macháně
- 1991 – Zazdili nám WC!!

## Filmografie
- 2010 – Bastardi (role: ředitelův zeť)
- 2015 – Burácení